# Jupiler Pro League de 2024–25
A Pro League Belga de 2024–25 (oficialmente conhecida como Jupiler Pro League devido a motivos de patrocínio) é a 122ª edição da principal divisão do futebol belga, a temporada começou em 26 de julho de 2024 e tem previsão de terminar em 29 de maio de 2025.

## Visão Geral
Após 3 temporadas, a Pro League Belga retorna ao formato "antigo" com o número de times reduzido de 18 para 16 e com playoffs semelhantes aos anteriores. Após a temporada regular, as seis melhores equipes se classificam para os Play-offs dos Campeões (comumente chamados de "Play-offs I"), as equipes do 7º ao 12º lugar se classificarão para os Play-offs da Europa (comumente chamados de "Play-offs II" ), mas o mais importante é que o número de times rebaixados aumenta de um para dois ou três, já que os quatro últimos times (13º a 16º) jogarão playoffs de rebaixamento, após a conclusão dos quais os dois últimos times serão rebaixados diretamente, com o time terminando 14º no geral para enfrentar o 3º colocado da Challenger Pro League pela vaga final na Pro League Belga de 2024–25.

### Formato da temporada regular
Um total de 16 times participam dessa edição, sendo que 15 competiram na temporada passada e 1 foi promovido da Challenger Pro League. Cada time irá jogar 30 partidas, metade como mandante e metade como visitante.

### Play-offs I
Os Play-offs I ou (Play-offs dos Campeões) decidirão o campeão geral da liga. As seis melhores equipes da temporada regular se classificam e jogam um torneio round-robin, com cada equipe começando com metade dos pontos obtidos durante a temporada regular. Os pontos iniciais são arredondados, em caso de empate na classificação ao final dos Play-offs dos Campeões, os meios pontos ganhos são deduzidos primeiro. 
As equipes que terminarem nas três primeiras posições após a conclusão dos Play-offs dos Campeões qualificam-se para o futebol europeu, com a equipe na quarta posição enfrentar o vencedor dos Play-offs II (Play-offs da Europa).

### Play-offs II
Os Play-offs II ou (Play-offs da Europa) serão disputados pelas equipes nas posições 7 a 12 no final da temporada regular. As equipes jogam um torneio round-robin, com cada equipe começando com metade dos pontos obtidos durante a temporada regular. Os pontos iniciais são arredondados, em caso de empate na classificação no final dos Play-offs da Europa, quaisquer meios pontos ganhos são deduzidos primeiro. O vencedor dos Play-offs da Europa enfrenta o time que termina em quarto lugar nos Play-offs I (Play-offs dos Campeões) para decidir qual time se qualifica para o futebol europeu.

### Play-off Europeu
Jogo único entre o quarto colocado do Play-off dos Campeões e o vencedor dos Play-offs da Europa, com vantagem em casa para o time classificado dos Play-off dos Campeões. O vencedor se classifica para o futebol europeu. 
Note-se que em alguns casos outra equipa além da quarta equipe dos Play-offs dos Campeões pode enfrentar o vencedor dos Play-offs da Europa, devido ao fato de o vencedor da época regular ter sempre direito ao futebol europeu e, portanto, sempre tem a garantia de jogar pelo menos a pré-eliminatória da Liga Conferência; e devido ao fato de a equipe vencedora da Copa da Bélgica de 2024–25 desocupar sua vaga na fase de play-off da Liga Europa, caso também se classifique para as (rondas de qualificação da) Liga dos Campeões ao terminar em primeiro ou segundo.

### Play-offs de Rebaixamento
As quatro últimas equipes após a temporada regular jogam os Play-offs de rebaixamento, um torneio round-robin em que começam com todos os pontos obtidos durante a temporada regular. As equipes que terminarem em terceiro e quarto lugar na conclusão dos Play-offs de Rebaixamento serão rebaixadas para a Challenger Pro League, a equipe que terminar em segundo lugar terá que enfrentar o vencedor do Play-offs de Promoção da Challenger Pro League, com o vencedor dessa partida jogando na Jupiler Pro League de 2024–25.

### Play-off de promoção/rebaixamento
A equipe que terminar em segundo lugar nos Play-offs de Rebaixamento enfrentará o vencedor da Play-offs de promoção da Challenger Pro League em duas partidas. O time que joga na Pro League Belga tem a vantagem de jogar em casa na segunda partida. O vencedor é promovido ou permanece na Pro League Belga, o time perdedor é rebaixado ou permanece na Challenger Pro League.

### Critérios de desempate
Em caso de empate entre dois ou mais clubes, os critérios serão:
1. Pontos no confronto direto;
2. Número de vitórias
3. Saldo de gols;
4. Gols marcados;
5. Número de vitórias ganhas fora de casa;
6. Diferença de gols fora de casa;
7. Gols marcados fora de casa.

## Participantes

### Promovidos e rebaixados
| Pos. | Rebaixados da Jupiler Pro League de 2023–24 |
| ---- | ------------------------------------------- |
| 16°  | Eupen                                       |
| 15º  | RWD Molenbeek                               |

| Pos. | Promovidos da Challenger Pro League de 2023–24 |
| ---- | ---------------------------------------------- |
| 1º   | Beerschot                                      |
| 2º   | Dender                                         |

### Informações dos clubes
Cercle Brugge

 Brugge
| Clube                | Cidade       | Estádio                       | Capacidade | Títulos                |
| -------------------- | ------------ | ----------------------------- | ---------- | ---------------------- |
| Anderlecht           | Bruxelas     | Constant Vanden Stock Stadium | 28.063     | 37 (último em 2016–17) |
| Beerschot            | Antuérpia    | Olympisch Stadion             | 12.711     | 0 (nenhum)             |
| Cercle Brugge        | Bruges       | Estádio Jan Breydel           | 29.062     | 3 (último em 1929–30)  |
| Charleroi            | Charleroi    | Stade du Pays de Charleroi    | 25.000     | 0 (nenhum)             |
| Club Brugge          | Bruges       | Estádio Jan Breydel           | 29.062     | 18 (último em 2021–22) |
| FCV Dender           | Denderleeuw  | Florent Beeckmanstadion       | 6.429      | 0 (nenhum)             |
| Genk                 | Genk         | Luminus Arena                 | 23.718     | 4 (último em 2018–19)  |
| Gent                 | Gante        | Ghelamco Arena                | 20.000     | 1 (último em 2014–15)  |
| Kortrijk             | Kortrijk     | Guldensporenstadion           | 9.500      | 0 (nenhum)             |
| Mechelen             | Mechelen     | Achter de Kazerne             | 16.672     | 0 (nenhum)             |
| Oud-Heverlee Leuven  | Lovaina      | Den Dreef                     | 10.020     | 0 (nenhum)             |
| Royal Antwerp        | Antuérpia    | Bosuilstadion                 | 16.144     | 5 (atual-campeão)      |
| Sint-Truidense       | Sint-Truiden | Estádio Stayen                | 11.250     | 0 (nenhum)             |
| Standard de Liège    | Liège        | Estádio de Sclessin           | 30.030     | 10 (último em 2009–10) |
| Union Saint-Gilloise | Bruxelas     | Estádio Joseph Marien         | 9.400      | 11 (último em 1934–35) |
| Westerlo             | Westerlo     | Estádio Het Kuipje            | 7.982      | 0 (nenhum)             |

## Classificação

### Temporada regular
| Pos | Equipe               | Pts | J  | V  | E  | D  | GP | GC | SG  | Classificação ou descenso                                     |
| --- | -------------------- | --- | -- | -- | -- | -- | -- | -- | --- | ------------------------------------------------------------- |
| 1   | Genk                 | 68  | 30 | 21 | 5  | 4  | 55 | 33 | +22 | Qualificado para Liga Europa da UEFA de 2025–26 e Play-offs I |
| 2   | Brugge               | 59  | 30 | 17 | 8  | 5  | 65 | 36 | +29 | Play-offs I                                                   |
| 3   | Union Saint-Gilloise | 55  | 30 | 15 | 10 | 5  | 49 | 25 | +24 | Play-offs I                                                   |
| 4   | Anderlecht           | 51  | 30 | 15 | 6  | 9  | 50 | 27 | +23 | Play-offs I                                                   |
| 5   | Royal Antwerp        | 46  | 30 | 12 | 10 | 8  | 47 | 32 | +15 | Play-offs I                                                   |
| 6   | Gent                 | 45  | 30 | 11 | 12 | 7  | 41 | 33 | +8  | Play-offs I                                                   |
| 7   | Standard de Liège    | 39  | 30 | 10 | 9  | 11 | 22 | 35 | −13 | Play-offs II                                                  |
| 8   | Mechelen             | 38  | 30 | 10 | 8  | 12 | 45 | 40 | +5  | Play-offs II                                                  |
| 9   | Westerlo             | 37  | 30 | 10 | 7  | 13 | 50 | 49 | +1  | Play-offs II                                                  |
| 10  | Charleroi            | 37  | 30 | 10 | 7  | 13 | 36 | 36 | 0   | Play-offs II                                                  |
| 11  | Oud-Heverlee Leuven  | 37  | 30 | 8  | 13 | 9  | 28 | 33 | −5  | Play-offs II                                                  |
| 12  | Dender               | 32  | 30 | 8  | 8  | 14 | 33 | 51 | −18 | Play-offs II                                                  |
| 13  | Cercle Brugge        | 32  | 30 | 7  | 11 | 12 | 29 | 44 | −15 | Play-offs de Rebaixamento                                     |
| 14  | Sint-Truidense       | 31  | 30 | 7  | 10 | 13 | 41 | 56 | −15 | Play-offs de Rebaixamento                                     |
| 15  | Kortrijk             | 26  | 30 | 7  | 5  | 18 | 28 | 55 | −27 | Play-offs de Rebaixamento                                     |
| 16  | Beerschot            | 18  | 30 | 3  | 9  | 18 | 26 | 60 | −34 | Play-offs de Rebaixamento                                     |

1. ↑  Os vencedores da temporada regular se classificarão para a Liga Europa da UEFA de 2025–26 se não se classificarem para a Liga dos Campeões da UEFA de 2025–26 nos playoffs.

### Confrontos
| Mandante \ Visitante | AND | ANT | BEE | CER | CHA | CLU | DEN | GNK | GNT | KOR | MEC | OHL | USG | STR | STA | WES |
| -------------------- | --- | --- | --- | --- | --- | --- | --- | --- | --- | --- | --- | --- | --- | --- | --- | --- |
| Anderlecht           | —   | 2–0 | 2–1 | 3–0 | 0–0 | 0–3 | 2–3 | 0–2 | 6–0 | 4–0 | 4–1 | 1–1 | 0–2 | 1–0 | 3–0 | 2–2 |
| Royal Antwerp        | 1–2 | —   | 5–0 | 3–0 | 1–3 | 2–1 | 1–1 | 2–2 | 0–1 | 2–1 | 0–1 | 2–2 | 2–0 | 6–1 | 3–0 | 3–2 |
| Beerschot            | 2–1 | 1–1 | —   | 3–2 | 1–1 | 2–2 | 1–2 | 3–4 | 0–0 | 2–2 | 1–0 | 0–0 | 0–4 | 0–3 | 0–0 | 1–2 |
| Cercle Brugge        | 0–5 | 0–0 | 4–1 | —   | 2–0 | 1–3 | 0–0 | 2–3 | 2–1 | 1–2 | 1–0 | 1–0 | 0–0 | 1–1 | 1–1 | 1–1 |
| Charleroi            | 0–1 | 0–1 | 3–0 | 1–1 | —   | 1–1 | 5–0 | 1–1 | 1–0 | 1–0 | 0–1 | 0–2 | 1–2 | 2–1 | 1–1 | 1–0 |
| Brugge               | 2–1 | 1–0 | 4–2 | 3–0 | 4–2 | —   | 4–1 | 2–0 | 2–4 | 1–1 | 1–1 | 1–0 | 1–1 | 7–0 | 1–2 | 4–3 |
| Dender               | 1–1 | 1–3 | 0–0 | 0–1 | 1–0 | 1–2 | —   | 0–1 | 0–0 | 4–1 | 2–5 | 1–1 | 0–0 | 2–1 | 0–2 | 1–0 |
| Genk                 | 2–0 | 2–0 | 1–0 | 2–1 | 3–0 | 3–2 | 4–0 | —   | 0–0 | 3–2 | 2–1 | 2–0 | 2–1 | 3–2 | 0–0 | 1–0 |
| Gent                 | 1–0 | 1–1 | 3–2 | 1–1 | 1–1 | 1–1 | 1–2 | 0–2 | —   | 1–2 | 2–0 | 3–0 | 1–3 | 2–0 | 5–0 | 4–1 |
| Kortrijk             | 0–2 | 1–2 | 1–0 | 1–1 | 0–1 | 0–3 | 0–3 | 2–1 | 0–1 | —   | 3–1 | 2–0 | 1–2 | 1–1 | 1–0 | 1–2 |
| Mechelen             | 1–3 | 1–1 | 3–0 | 2–0 | 5–2 | 1–2 | 2–1 | 1–2 | 3–3 | 3–0 | —   | 5–0 | 1–1 | 1–1 | 0–0 | 2–4 |
| Oud-Heverlee Leuven  | 0–0 | 1–1 | 2–0 | 1–1 | 1–0 | 0–1 | 3–2 | 3–1 | 0–0 | 1–1 | 1–0 | —   | 1–1 | 3–2 | 2–0 | 0–0 |
| Union Saint-Gilloise | 0–0 | 2–1 | 3–1 | 1–3 | 1–0 | 2–2 | 4–1 | 4–0 | 0–0 | 3–0 | 0–1 | 1–0 | —   | 2–1 | 3–0 | 3–1 |
| Sint-Truidense       | 0–2 | 1–1 | 2–0 | 1–1 | 1–4 | 2–2 | 3–3 | 2–2 | 1–1 | 4–2 | 2–1 | 2–1 | 0–0 | —   | 1–2 | 2–0 |
| Standard de Liège    | 0–2 | 0–0 | 1–0 | 1–0 | 2–1 | 1–0 | 1–0 | 1–2 | 0–1 | 1–0 | 0–0 | 1–1 | 0–0 | 2–1 | —   | 1–2 |
| Westerlo             | 2–0 | 1–2 | 2–2 | 3–0 | 1–3 | 1–2 | 2–0 | 1–2 | 2–2 | 4–0 | 1–1 | 1–1 | 4–3 | 1–2 | 4–2 | —   |

## Estatísticas
Atualizado em 29 de março de 2025.

### Artilharia
| Pos. | Jogador            | Clube                | Gols |
| ---- | ------------------ | -------------------- | ---- |
| 1    | Tolu Arokodare     | Genk                 | 18   |
| 2    | Adriano Bertaccini | Sint-Truidense       | 16   |
| 3    | Kasper Dolberg     | Anderlecht           | 14   |
| 4    | Franjo Ivanović    | Union Saint-Gilloise | 13   |
| 4    | Benito Raman       | Mechelen             | 13   |
| 6    | Promise David      | Union Saint-Gilloise | 12   |
| 7    | Daan Heymans       | Charleroi            | 11   |
| 8    | Kévin Denkey       | Cercle Brugge        | 10   |
| 9    | Hans Vanaken       | Brugge               | 9    |
| 9    | Christos Tzolis    | Brugge               | 9    |
| 9    | Tjaronn Chery      | Antwerp              | 9    |
| 9    | Vincent Janssen    | Antwerp              | 9    |
| 9    | Gustaf Nilsson     | Brugge               | 9    |
| 9    | Nikola Štulić      | Charleroi            | 9    |
| 9    | Matija Frigan      | Westerlo             | 9    |
| 9    | Andi Zeqiri        | Standard de Liège    | 9    |
| 9    | Hyun-gyu Oh        | Genk                 | 9    |